# Beehive Mountain, Antarktis
Beehive Mountain är ett berg i Antarktis. Det ligger i Östantarktis. Nya Zeeland gör anspråk på området. Toppen på Beehive Mountain är 1 799 meter över havet.
Terrängen runt Beehive Mountain är varierad. Trakten är obefolkad. Det finns inga samhällen i närheten. 